# Psychotria tenuipetiolata
Psychotria tenuipetiolata är en måreväxtart som beskrevs av Bernard Verdcourt. Psychotria tenuipetiolata ingår i släktet Psychotria och familjen måreväxter. Inga underarter finns listade i Catalogue of Life.